# Storia del profilattico
La storia del profilattico risale a diversi secoli fa almeno, se non oltre. Per la maggior parte della loro storia i profilattici (detti anche preservativi o condom) sono stati utilizzati sia come metodo di controllo delle nascite (vedi contraccezione) sia come misura protettiva contro le malattie sessualmente trasmissibili. I preservativi sono stati prodotti con una varietà di materiali; prima del XIX secolo il lino (o tela) e i tessuti animali (intestino o vescica) trattati chimicamente furono le migliori varietà documentate.
I preservativi di gomma hanno cominciato a guadagnare popolarità a partire dalla metà del XIX secolo ed entro i primi anni del XX sono stati fatti grandi progressi nelle tecniche di produzione. Prima dell'introduzione della pillola anticoncezionale orale combinata i preservativi erano il metodo più popolare di controllo della nascita nel mondo occidentale.

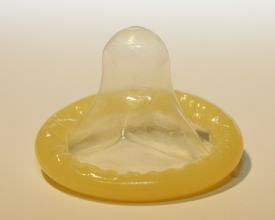
Un profilattico moderno ancora arrotolato.

Nella seconda metà del XX secolo il relativo basso costo dei profilattici ha contribuito alla loro importanza nei programmi di pianificazione familiare in tutto il mondo in via di sviluppo. I preservativi sono diventati sempre più importanti anche nello sforzo per combattere la pandemia dell'AIDS.
I profilattici più antichi mai rinvenuti sono stati trovati all'interno di una fossa biologica situata nel castello di Dudley nelle West Midlands, erano fatti di membrana animale e risalivano a prima del 1642.

## Dall'Antichità al Medioevo

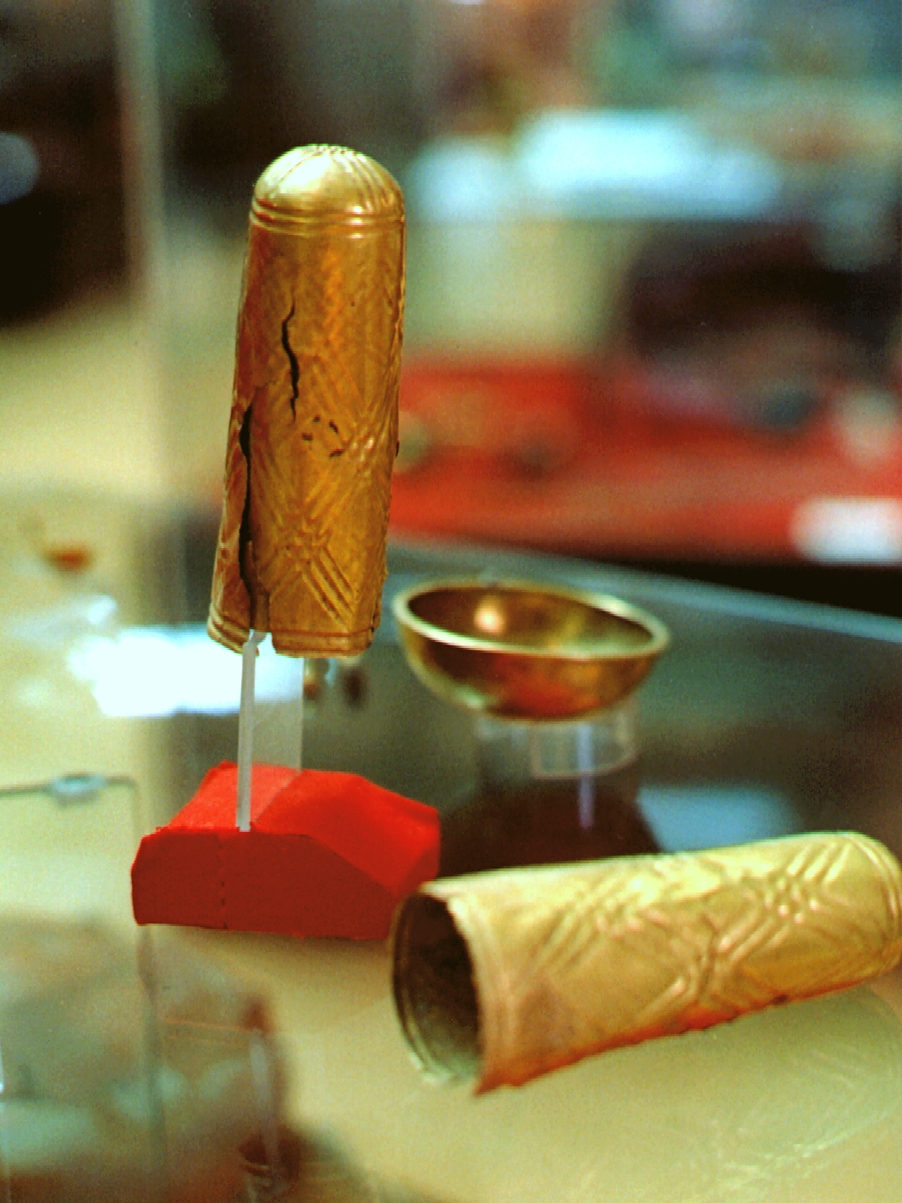
Un profilattico in oro proveniente da Alacahöyük, Età del bronzo, III millennio a.C.

Se i profilattici venissero utilizzati anche nelle civiltà antiche è una questione discussa sia dagli archeologi sia dagli storici. Le società delle civiltà dell'antico Egitto, dell'antica Grecia e dell'antica Roma preferivano generalmente le famiglie non troppo numerose e sono noti per avere praticato una varietà di metodi di controllo delle nascite.
Tuttavia queste società consideravano la contraccezione come una responsabilità di diretta pertinenza femminile e gli unici mezzi contraccettivi ben documentati erano dispositivi controllati dalle donne (efficaci sia come pessario sia come amuleto). Gli scritti di queste società contengono "riferimenti velati" ai metodi contraccettivi controllati dall'uomo che potrebbero forse essere stati dei profilattici, ma la maggior parte degli storici li interpreta come accenni riferentesi al coito interrotto o al sesso anale.
Il perizoma indossato dai lavoratori egizi e greci era molto scarno, a volte consistente di poco più di una copertura per il glande del pene. Le registrazioni di questi tipi di abbigliamento di cotone indossati dagli uomini delle classi superiori hanno fatto speculare ad alcuni storici che potessero essere indossati anche durante il rapporto sessuale; altri, tuttavia, rimangono dubbiosi nei confronti di tali interpretazioni.
Gli storici possono anche citare una leggenda riguardante Minosse e narrata da Antonino Liberale nel 150 circa, la quale suggerirebbe l'uso del profilattico nelle società antiche; questa leggenda descrive una maledizione che causò allo sperma di Minosse il contenere una varietà di serpenti e scorpioni. Per proteggere il proprio partner sessuale da questi pericolosi animali il sovrano mitico della civiltà minoica avrebbe usato una vescica di capra come preservativo femminile.
I contraccettivi sono quasi del tutto caduti in disuso nel continente europeo dopo il declino definitivo dell'Impero romano d'Occidente nel corso del V secolo; per esempio l'uso di pessari contraccettivi non viene nuovamente documentato fino al XV secolo. Se i profilattici furono utilizzati durante l'impero romano, la sua conoscenza potrebbe essere andata perduta nel corso del suo declino.
Negli scritti dei musulmani e degli ebrei durante il Medioevo, vi si possono trovare alcuni riferimenti ai tentativi di una contraccezione controllata da parte dei maschi, tra cui suggerimenti per coprire il pene con il catrame o immergerlo in succo di cipolla. Alcuni di questi scritti potrebbero descrivere anche l'uso del profilattico, ma sono obliqui, velati e vaghi.

## Dal 1500 al 1800

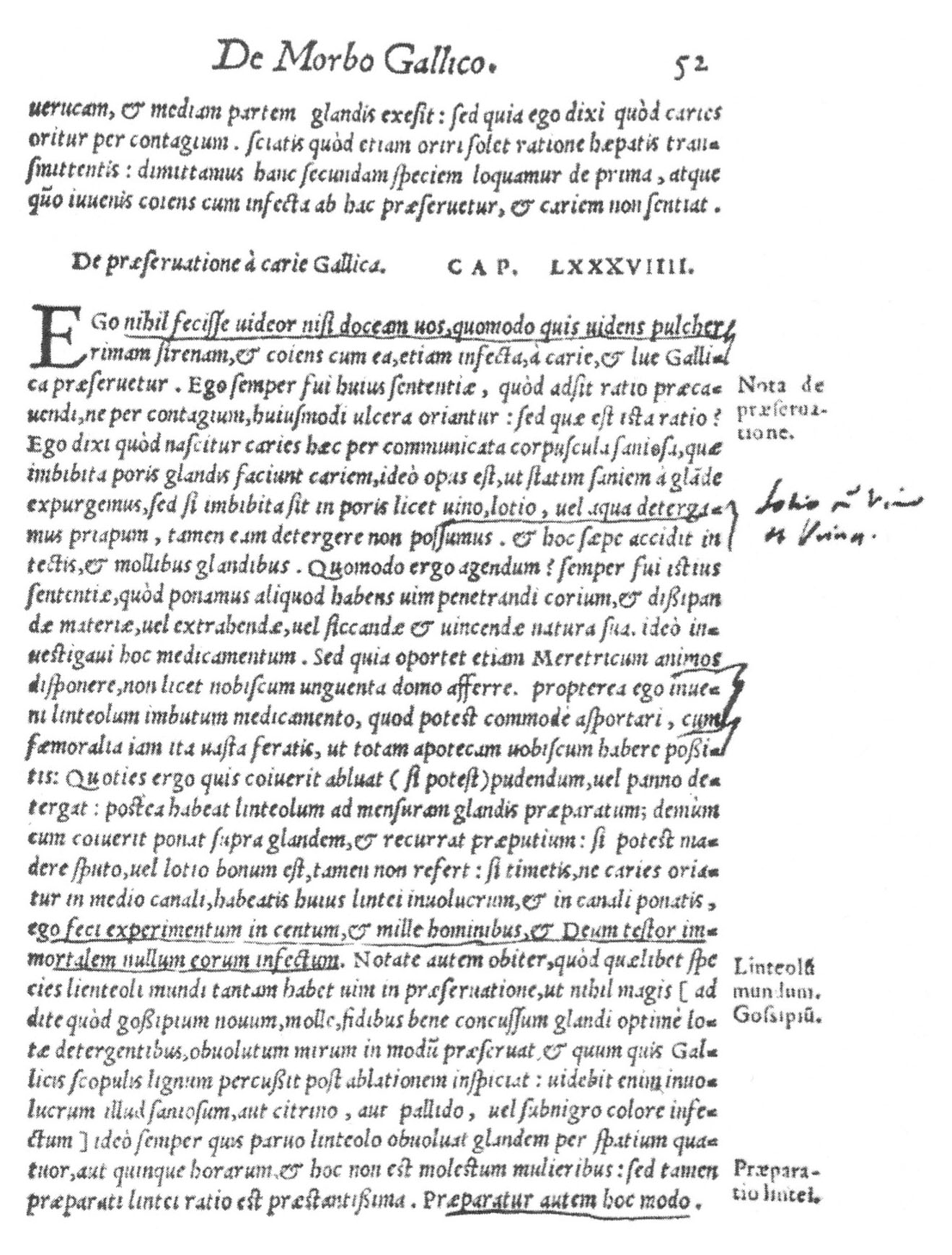
Una pagina del "De Morbo Gallico" (La Malattia Francese), il trattato di Gabriele Falloppio sulla sifilide. Pubblicato nel 1564, descrive ciò che è forse il primo uso del profilattico.

### Rinascimento
Prima del XV secolo l'uso di "profilattici glandari", dispositivi che coprivano cioè solo la testa del pene, viene registrato in Asia. Tali preservativi glandari paiono essere stati utilizzati per il controllo delle nascite, ma erano conosciuti solamente dai membri delle classi superiori. In Cina questo particolare tipo di profilattico poteva essere stato composto di carta di seta oleata o d'intestini d'agnello; in Giappone erano invece fatti di guscio di tartaruga o corno d'animale.

La prima grande fonte epidemica ben documentata di quella che oggi è conosciuta come sifilide si verificò nel 1484 tra le truppe francesi; la malattia poi ha attraversato velocemente l'intera Europa. Come descrive il biologo e fisiologo statunitense Jared Diamond:
 La malattia è al giorno d'oggi molto meno frequentemente fatale. 
Nell'Italia del XVI secolo il medico padovano Gabriele Falloppio scrive la prima descrizione incontestabile dell'uso del profilattico. Il suo testo intitolato De Morbo Gallico (La malattia francese) riferentesi alla sifilide è stato pubblicato nel 1564, due anni dopo la morte dell'autore. In questo trattato viene raccomandato l'uso di un dispositivo ch'egli sosteneva d'aver inventato: guaine di lino imbevuto di una soluzione chimica e lasciato asciugare prima dell'uso.
I panni che egli ha descritto sono stati dimensionati per coprire il glande del pene e venivano tenuti stretti in vita grazie ad un nastro; Falloppio affermò di aver eseguito un processo sperimentale della guaina di lino su 1100 uomini, riferendo che in tal modo nessuno di loro aveva poi contratto la malattia mortale.
Dopo la pubblicazione del De Morbo Gallico l'uso di coperture del pene per proteggere dalla malattia viene descritto in un'ampia varietà di letteratura in tutta Europa. La prima indicazione che questi dispositivi siano stati utilizzati per il controllo delle nascite, piuttosto che per la prevenzione dalle malattie, è la pubblicazione teologica intitolata De la iustitia et iure (Sulla giustizia e la legge) del teologo cattolico appartenente alla compagnia di Gesù Leonardo Lessio: il canonico li ha ovviamente condannati come immorali.
La descrizione esplicita che un petit linge ("piccolo panno") è stato usato per prevenire la gravidanza risale al 1655; tratto da un romanzo francese e da un'opera teatrale intitolata L'Escole des Filles ("La filosofia delle ragazze"). Nel 1666 la commissione per i tassi di nascita inglese attribuì un recente tasso di fertilità in diminuzione all'uso di "condons", il primo utilizzo documentato di quella parola (o in qualsiasi altra ortografia simile).
Oltre alla biancheria, i profilattici durante il Rinascimento furono prodotti essenzialmente dagli intestini e dalla vescica degli animali. L'intestino ripulito e preparato per l'uso nella fabbricazione del "guanto" era stato messo in commercio almeno dal XIII secolo. I preservativi prodotti dalla vescica e risalenti agli anni 1640 furono scoperti in un gabinetto privato inglese; si crede che venissero utilizzati dai soldati di re Carlo I d'Inghilterra.
I commercianti olandesi introdussero i profilattici fatti da "pelle fina" perfino in terra giapponese. A differenza dei preservativi di corno usati in precedenza, questi preservativi di cuoio erano atti a coprire l'intero pene.

### XVIII secolo

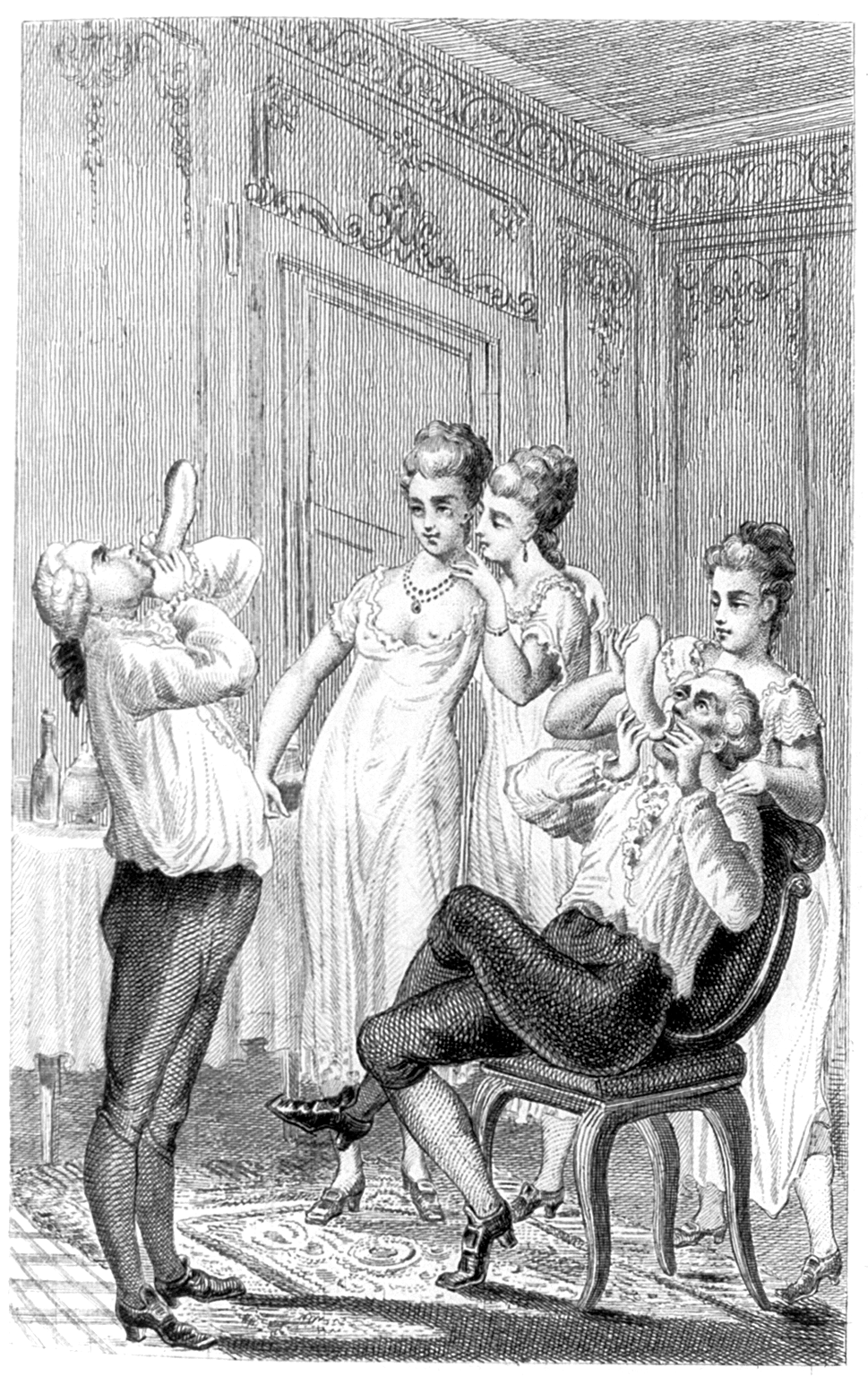
Una stampa che mostra Giacomo Casanova testare un profilattico soffiandoci dentro.

I riferimenti scritti sull'uso del profilattico sono diventati molto più comuni nel corso del XVIII secolo. Non tutte le attenzioni dimostrate nei suoi confronti erano però completamente positive; nel 1708 John Campbell, II duca di Argyll chiese (ma senza successo) al parlamento di rendere tali dispositivi illegali. Il medico inglese Daniel Turner condannò i profilattici, pubblicando le sue argomentazioni contro il loro uso nel 1717. Non amava i profilattici, affermò, in quanto non offrivano una protezione completa contro la sifilide.
Sembra inoltre aver sostenuto che la fiducia nei profilattici di protezione avrebbe offerto l'incoraggiamento agli uomini d'impegnarsi in relazioni sessuali con partner non sicuri; inoltre, a causa della perdita di sensazione causata dai preservativi, questi stessi uomini spesso avrebbero smesso di usarli effettivamente. Il professore di medicina francese Jean Astruc scrisse nel 1736 il proprio trattato contro il profilattico, citando Turner come autorità in questo settore.
Però i medici nel corso del XVIII secolo parlavano contro il profilattico non per motivi eminentemente medici; piuttosto esprimevano la propria personale convinzione sul fatto che la contraccezione fosse immorale.
Tuttavia il mercato del profilattico era cresciuto rapidamente. I preservativi del XVIII secolo erano già disponibili in una varietà di qualità e di dimensioni, realizzati sia con lino trattato con sostanze chimiche o "pelli" (vescica o intestino ammorbidito dal trattamento con zolfo e liscivia). Venivano venduti nei pub, nei negozi dei parrucchieri, nelle botteghe dei chimici, nei mercati all'aperto e all'interno dei teatri in tutta l'Europa fino all'impero russo.
La prima ispezione registrata della qualità del profilattico si trova nelle memorie di Giacomo Casanova (intitolate Storia della mia vita, coprono la sua vita fino al 1774); per trovare eventuali fori li si gonfiava prima dell'uso.
Le coppie nell'America coloniale si basavano essenzialmente su metodi contraccettivi controllati dalle donne, sempre che utilizzassero i contraccettivi. I primi documenti noti che descrivono l'uso americano del profilattico sono stati scritti intorno al 1800; due o tre decenni dopo la guerra d'indipendenza americana. Sempre intorno al 1800 i profilattici fatti di lino cominciarono a perdere popolarità all'interno del mercato e presto la loro produzione cessò; erano più costosi e si dimostravano essere meno comodi rispetto ai profilattici cutanei.
Fino al XIX secolo i profilattici erano generalmente utilizzati solo dalle classi medie e superiori. Un motivo per la mancanza dell'uso del profilattico era che le classi lavoratrici tendevano a mancare della dovuta conoscenza sui pericoli dati dalle infezioni trasmesse sessualmente. Forse, e cosa ancora più importante, i profilattici furono irraggiungibili per la maggior parte della popolazione a causa del loro costo elevato; per una prostituta tipica un solo preservativo avrebbe potuto costare parecchi mesi di retribuzione.

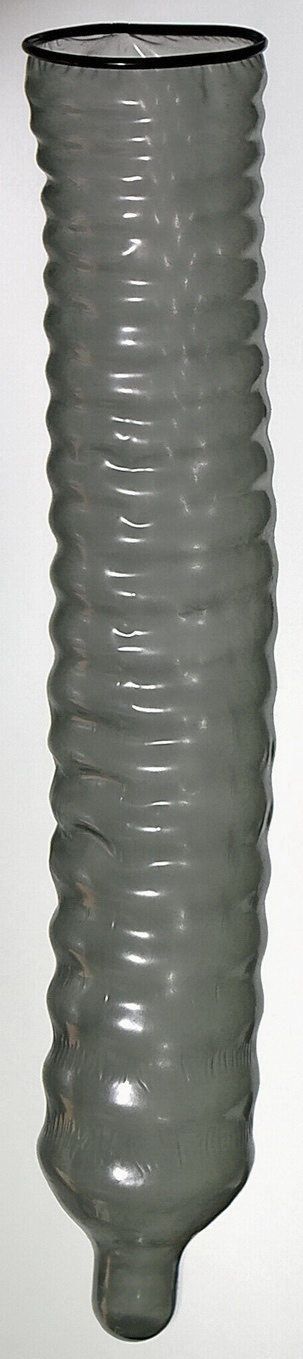
Un profilattico "ribbed"-nervato.

### Espansione del mercato e introduzione della gomma
I primi anni del XIX secolo hanno visto i contraccettivi promossi per la prima volta tra le classi meno abbienti; i difensori del controllo delle nascite in Inghilterra includevano Jeremy Bentham e Richard Carlile, oltre ai loro noti fautori statunitensi come Robert Dale Owen e Charles Knowlton. Gli scritti riguardanti la contraccezione tendevano a preferire altri mezzi di controllo delle nascite, citando sia la spesa dei profilattici sia la loro intrinseca inaffidabilità (erano spesso forati e cadendo si spezzavano); ma alcuni discutevano sui profilattici come una buona opzione per essere l'unico tipo di contraccettivo che proteggesse anche dalle malattie.
Un gruppo di riformatori sociali britannici cominciarono a promuovere la conoscenza dei profilattici e alla sua distribuzione nei quartieri poveri, con istruzioni incluse su come utilizzarli a casa; nel 1840 simili brevi trattati esplicativi vennero distribuiti a macchia d'olio sia nelle grandi città sia nelle zone più rurali degli Stati Uniti.
Dal 1820 al 1870 donne e uomini dediti alla causa hanno attraversato gli Stati Uniti in lungo e in largo per insegnare la fisiologia e le questioni sessuali. Molti di loro facevano anche opera di vendita di dispositivi per il controllo delle nascite, compresi i profilattici, dopo le loro lezioni ai poveri e ai poco istruiti. Non mancarono di essere condannati da molti moralisti e professionisti medici, tra cui la prima donna laureata in medicina statunitense Elizabeth Blackwell.
Blackwell accusò tali "professori" di diffondere le dottrine dell'aborto e della prostituzione. Nel 1840 le pubblicazioni sui profilattici cominciarono ad apparire anche sui giornali britannici e nel 1861 un annuncio inerente alla vendita di profilattici comparve nel New York Times.
I procedimento di vulcanizzazione della gomma è stato inventato dal chimico Charles Goodyear nel 1839 e venne brevettato cinque anni più tardi. Il primo profilattico di gomma è stato prodotto nel 1855 e verso la fine degli anni cinquanta alcune tra le più importanti compagnie della gomma stavano già producendo in massa, tra le altre cose, anche i profilattici. Uno dei vantaggi principali del profilattico gommato era la sua riutilizzabilità, rendendoli così lungo termine una scelta più economica rispetto ai precedenti tipi.
Rispetto ai profilattici in gomma del XIX secolo, tuttavia, i preservativi cutanei continuavano ad essere più economici e offrivano una maggior sensibilità. Per questi motivi i profilattici in pelle sono rimasti per molto più popolari della sua controparte in gomma; nonostante ciò verso la fine del XIX secolo "la gomma" era diventato un eufemismo per indicare il profilattico nei paesi di tutto il mondo.
Per molti decenni i profilattici in gomma furono fabbricati avvolgendo strisce di gomma grezza a forma di pene; poi immergendo gli involucri avvolti in una soluzione chimica per conservare in buono stato la gomma. I primi profilattici gommati coprivano solo il glande; un medico doveva misurare ogni uomo e ordinare le dimensioni corrette. Anche con le misurazioni mediche tuttavia i profilattici tendevano a sfilarsi durante l'uso. I produttori di gomma scoprirono rapidamente che avrebbero potuto vendere un maggior numero di dispositivi fabbricando un profilattico di dimensioni pari a quello dell'intero pene, per essere poi venduto nelle farmacie.

### Crescita di popolarità malgrado gli ostacoli legali

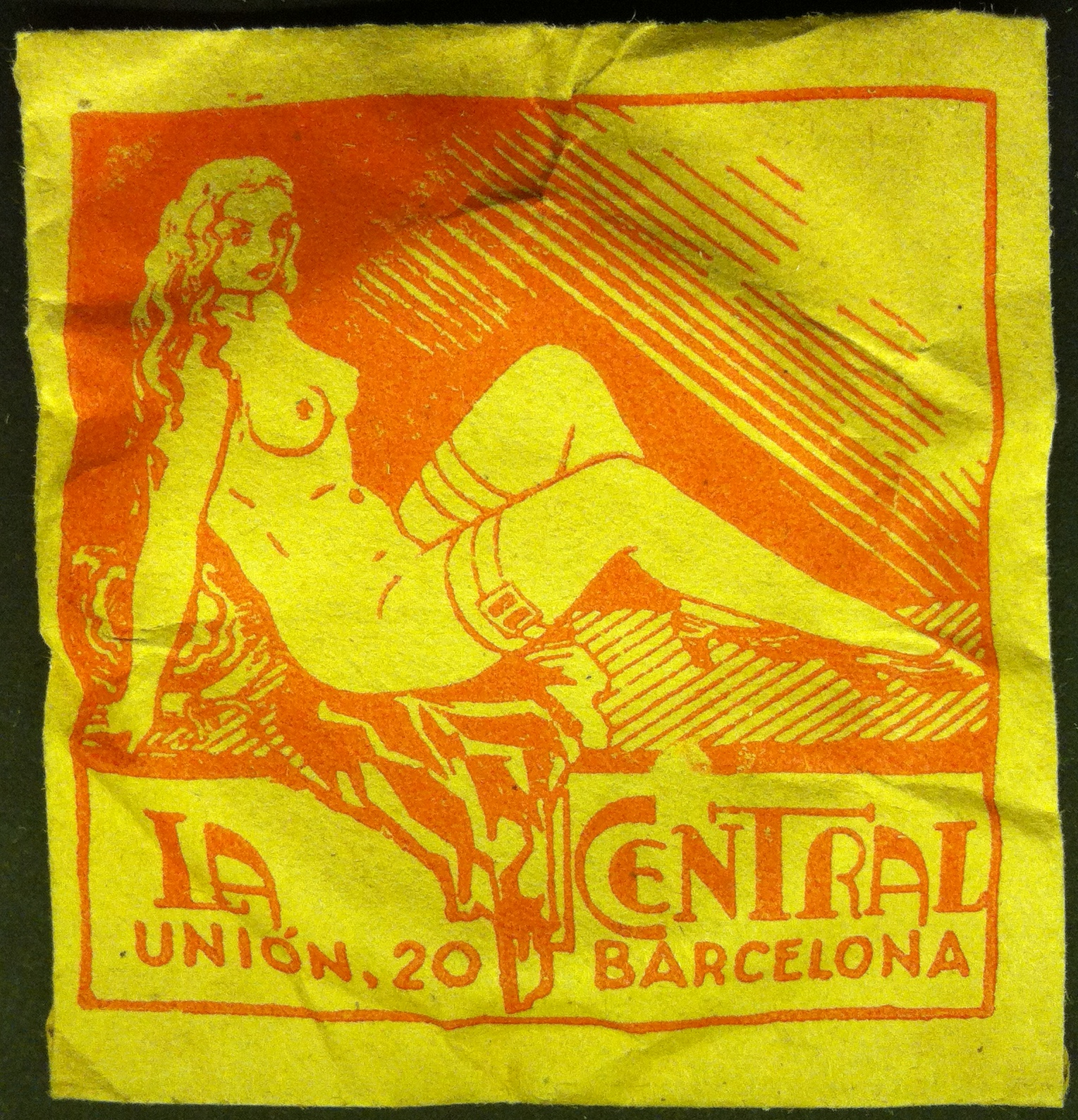
Un vecchio pacchetto di profilattici.

La distribuzione dei profilattici negli Stati Uniti è stata inizialmente limitata dall'approvazione promulgazione delle cosiddette "leggi Comstock", comprendenti un atto federale che vietava l'invio di informazioni contraccettive (fatto approvare nel 1873), nonché leggi statali che vietavano la fabbricazione e la vendita di profilattici in ben trenta tra gli stati federati degli Stati Uniti d'America.
In Irlanda l'"Indecent Advertisements Act" del 1889 rese del tutto illegale la pubblicità dei profilattici, anche se la loro fabbricazione e vendita rimasero legali. I contraccettivi erano illegali sia nel regno d'Italia sia nell'impero tedesco per tutto il corso del XIX secolo, ma i profilattici vennero ammessi come misura preventiva contro le malattie.
Nonostante i numerosi ostacoli giuridici i profilattici continuavano ad essere facilmente disponibili sia in Europa sia in America, ampiamente pubblicizzati dietro ad eufemismi come "lo scudo maschile" e "la gomma buona". Nell'Inghilterra del XIX secolo i profilattici erano noti come "i piccini per il fine settimana". Solo nella repubblica irlandese i profilattici sono stati effettivamente banditi; qui, la loro vendita e fabbricazione sono rimasti illegali fino agli anni settanta del XX secolo.
L'opposizione al profilattico non è venuta solo dai moralisti: alla fine del XIX secolo molte esponenti della prima ondata femminista hanno espresso la loro diffidenza nei riguardi del profilattico come contraccettivo, in quanto il suo utilizzo veniva controllato e deciso solamente dagli uomini. Esse invece finirono col sostenere i metodi controllati dalle donne, come il diaframma e lo spray spermicida.

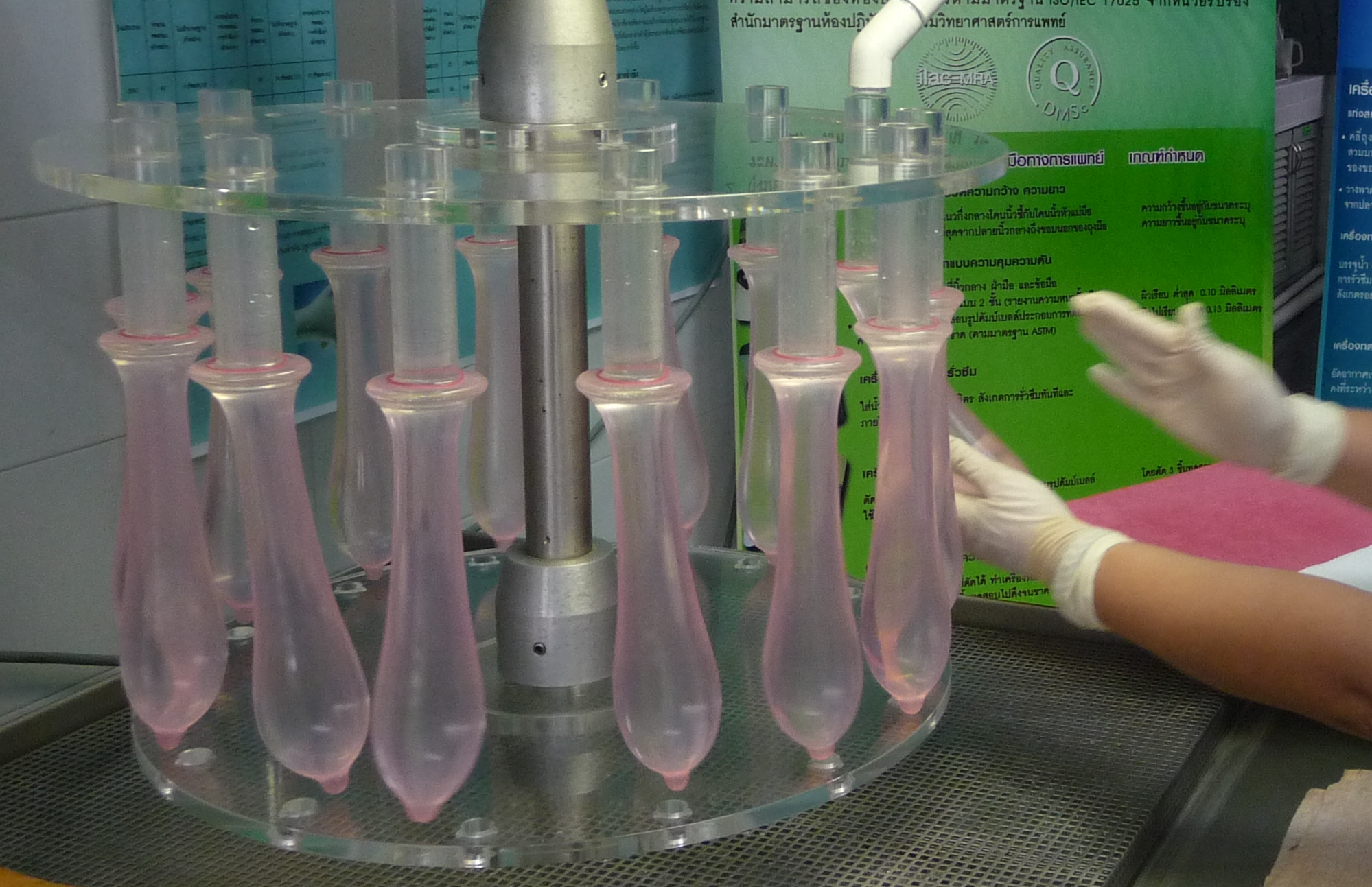
Test di qualità dei profilattici all'interno di un'azienda produttrice.

Nonostante l'opposizione sociale e legale alla fine del XIX secolo il profilattico era diventato il metodi di controllo delle nascite più popolare del mondo occidentale. Due indagini condotte a New York nel 1890 e nel 1900 giunsero a scoprire che il 45% delle donne intervistate stava utilizzando il profilattico per prevenire una gravidanza indesiderata. Un sondaggio eseguito a Boston di poco precedente la prima guerra mondiale ebbe a concludere che ben tre milioni di profilattici erano stati venduti in città nel corso dell'ultimo anno.
L'Inghilterra degli anni settanta del XIX secolo ha visto fondare la prima grande azienda produttrice di profilattici, la E. Lambert and Son of Dalston. Nel 1882 l'immigrato tedesco Julius Schmidt fondò una delle imprese più grandi e di maggior durata nel tempo di profilattici, la Julius Schmid, Inc. (abbandonò poi questo nome in uno sforzo per apparire meno ebraica). Questo business inizialmente solo newyorkese produsse esclusivamente profilattici cutanei, ma nel 1890 Schmid fu fatto arrestare dall'ispettore del servizio postale Anthony Comstock per aver tenuto quasi settecento profilattici in casa sua.
Nel 1912 un altro tedesco di nome Julius Fromm sviluppò una nuova e migliorata tecnica di produzione per i profilattici, l'immersione di stampi di vetro in una soluzione di gomma grezza; chiamata "immersione nel cemento" questo metodi richiedeva l'aggiunta di benzina o benzene alla gomma per renderla maggiormente liquida. Negli Stati Uniti quella di Schmid è stata la prima azienda ad utilizzare la nuova tecnica. Usando il nuovo metodi di immersione i produttori di profilattici francesi sono stati i primi ad aggiungere il colore ai preservativi.
Quella di Fromm è stata la prima società a vendere una linea di "condom" di marca, Fromm's Act, che è rimasta fino ai giorni nostri popolare in Germania. Le linee di preservativi fabbricati da Schmid, Shieks e Ramses sono state vendute fino alla fine degli anni novanta del XX secolo. La Youngs Rubber Company, fondata da Merle Leland Youngs nell'America del tardo XIX secolo, contribuì ad introdurre la marca Trojan.
A partire dalla seconda metà del XIX secolo i tassi statunitensi di malattie veneree aumentarono. Le cause citate dagli storici includono gli effetti della guerra di secessione americana e l'ignoranza nei confronti dei metodi di prevenzione promossa dalle "leggi Comstock". Nel tentativo di combattere l'epidemia in rapida crescita, lezioni di educazione sessuale sono state introdotte per la prima volta nelle scuole pubbliche, dando insegnamenti e istruzioni nei riguardi delle malattie sessualmente trasmissibili e su come si poteva rimanere infettati.
I profilattici inizialmente non sono stati promossi per la prevenzione delle malattie; la comunità medica e i "guardiani morali" consideravano che le malattie veneree erano delle punizioni per un cattivo comportamento sessuale. Lo stigma sulle vittime di queste malattie era così grande che molti ospedali rifiutarono di trattare persone che avevano la sifilide.

## Dal 1900 al presente

### Dalla prima guerra mondiale agli anni venti

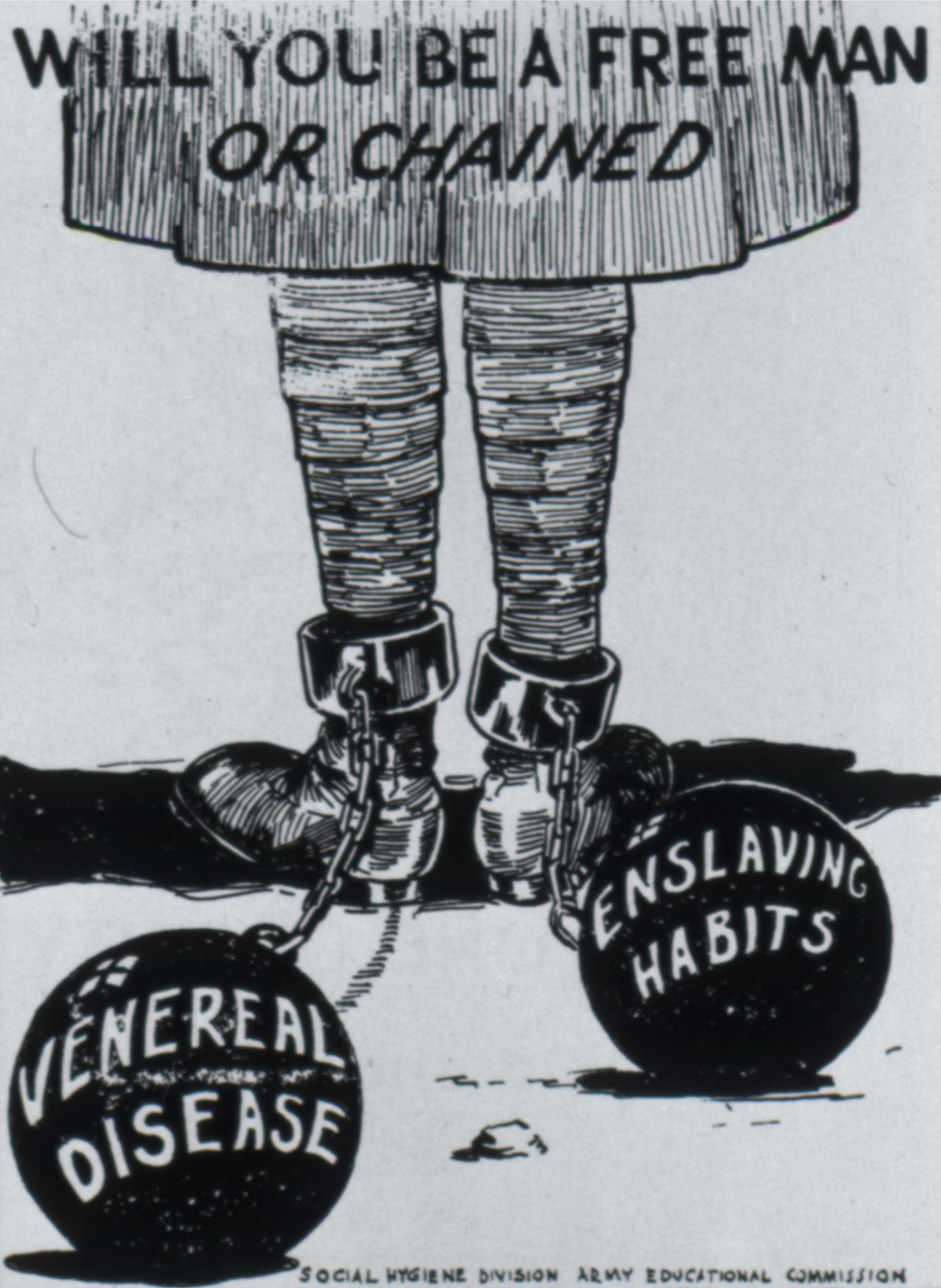
Poster statunitense del 1918 che avverte dei pericoli connessi alle malattie sessualmente trasmissibili.

L'esercito tedesco (il Deutsches Heer) fu il primo a promuovere l'uso dei profilattici tra i suoi soldati, a partire dalla seconda metà del XIX secolo. Gli esperimenti condotti all'inizio del XX secolo da parte dell'esercito americano (l'United States Army) conclusero che la fornitura di profilattici ai soldati aveva significativamente abbassato i tassi di infezione causata da malattie veneree.
Durante la prima guerra mondiale gli Stati Uniti e (all'inizio della guerra) il Regno Unito erano gli unici paesi con soldati nell'intero fronte europeo che non fornirono profilattici e non ne promossero il loro uso; alla fine della guerra l'esercito statunitense aveva diagnosticato quasi 400 000 casi di sifilide e gonorrea, un picco storico.
Da poco prima del 1900 allo scoppio della "Grande Guerra" quasi tutti i profilattici utilizzati in Europa venivano importati dall'impero tedesco. La Germania non solo esportava i preservativi in altri paesi europei, ma si è rivelato anche un fornitore importante per l'Australia, la Nuova Zelanda e il Canada. Durante la guerra le compagnie statunitensi "Schmid" e "Youngs" sono diventati i principali fornitori di profilattici agli alleati della prima guerra mondiale. All'inizio degli anni venti, tuttavia, la maggior parte dei profilattici europei erano nuovamente di produzione tedesca.
Nel 1918, poco prima della fine della guerra, un tribunale statunitense annullò una condanna contro l'attivista Margaret Sanger; in questo caso il giudice ebbe a stabilire che i profilattici avrebbero potuto essere legalmente pubblicizzati e venduti per la prevenzione delle malattie. Vigevano ancora alcune leggi statali contro l'acquisto e la vendita di contraccettivi e pubblicizzare il profilattico come dispositivo di controllo delle nascite rimaneva illegale in più di trenta stati dell'Unione.
Ma i profilattici iniziarono ad essere pubblicamente e legalmente venduti agli americani per la prima volta dopo 45 anni. Nel corso degli anni venti venne avviata una tecnica sempre più massiccia di marketing per molti articoli di consumo, compresi i profilattici e le sigarette. I test di qualità diventarono più frequenti e comportavano il riempimento di ogni profilattico con aria seguito da uno dei diversi metodi per rilevare la perdita di pressione.
Molte compagnie statunitensi giunsero a vendere i loro scarti sotto il nome di marchi più economici pur di non scartarli; agli stessi consumatori veniva consigliato di eseguire simili prove prima dell'uso, anche se pochi poi lo hanno effettivamente fatto. Intanto in tutto il mondo le vendite di preservativi raddoppiarono nel corso degli anni venti.
Nel frattempo anche delle donne impegnate attivamente nel femminismo continuavano ad opporsi ai contraccettivi controllati dal maschio, come il profilattico. Molti moralisti e professionisti nel campo medico si sono opposti a tutti i metodi di contraccezione. Ancora nel 1920 la Conferenza di Lambeth della Chiesa anglicana condannava tutti "i mezzi innaturali di evasione delle concezioni". Il vescovo londinese Arthur Winnington-Ingram lamentava l'enorme quantità di profilattici gettati nei vicoli e nei parchi, soprattutto dopo i fine settimana e i periodi di vacanze.
Negli Stati Uniti la pubblicità del profilattico era legalmente limitata al suo uso come mezzo di prevenzione delle malattie. Essi potevano essere commercializzati apertamente come dispositivi di controllo delle nascite in Gran Bretagna, ma il loro acquisto era in terra inglese socialmente più scomodo rispetto agli USA; generalmente veniva richiesto l'eufemismo "un piccino per il fine settimana".
"Boots UK", la più grande catena farmaceutica britannica, smise di vendere tutti i profilattici nel corso degli anni venti, una politica che non è stata invertita fino agli anni sessanta inoltrati.
Appena terminata la prima guerra mondiale in Francia il governo era preoccupato per il tasso di natalità in diminuzione; come risposta fece bandire tutti i contraccettivi, inclusi i profilattici. La contraccezione è stata illegale anche in Spagna durante le due guerre. I militari europei hanno invece continuato a fornire profilattici ai soldati per la protezione dalle malattie, anche in quei paesi in cui erano illegali per la popolazione in generale.

### Invenzione del lattice e automazione della produzione

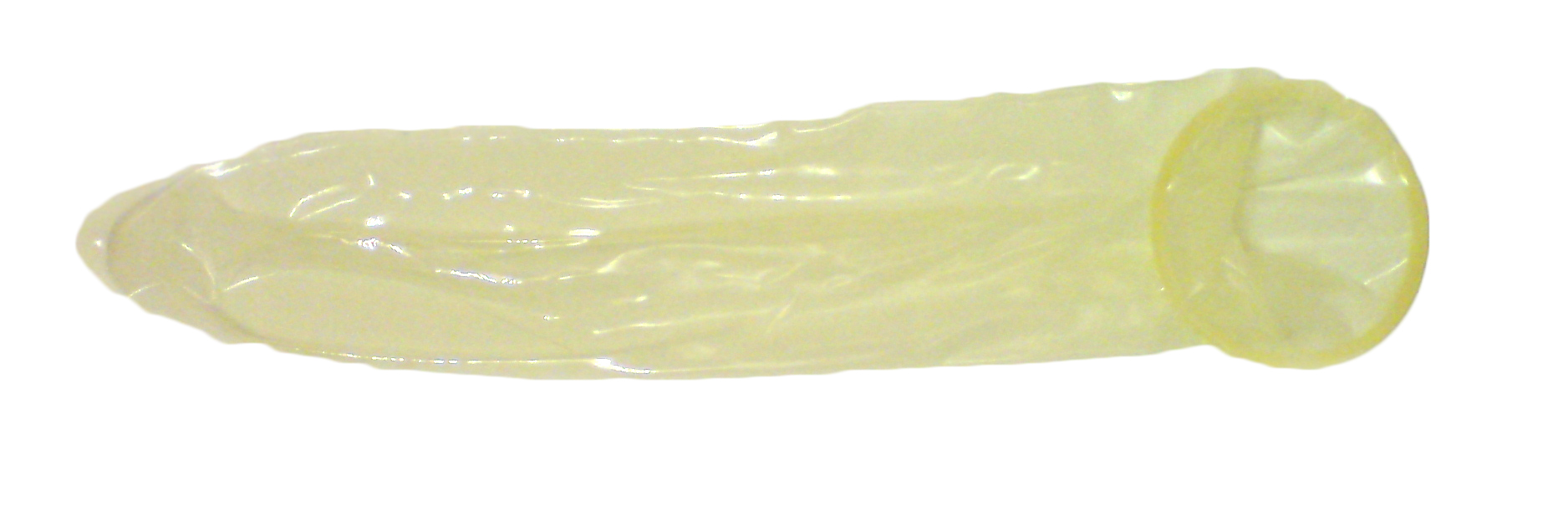
Un profilattico di lattice srotolato.

Il lattice, gomma sospesa in acqua, è stato inventato nel 1920. "Youngs Rubber Company" è stata la prima azienda a produrre un preservativo in lattice, una versione migliorata del loro marchio "Trojan". I profilattici in lattice richiedevano meno manodopera nella produzione rispetto a quelli gommati, che dovevano essere levigati sfregando e tagliando. Poiché si usava acqua per rendere sospesa la gomma invece di benzina o benzene, ha eliminato il pericolo d'incendio precedentemente associato a tutte le fabbriche di profilattici.
I profilattici in lattice sono anche risultati migliori per il consumatore; erano più resistenti e sottili dei profilattici in gomma e avevano una durata di conservazione di cinque anni (rispetto ai tre mesi della gomma). Il primo profilattico in lattice europeo è stato un'esportazione da parte della "Youngs Rubber Company" del 1929. Nel 1923 la "London Rubber Company", precedentemente servita come grossista per i profilattici fabbricati nella repubblica di Weimar, è diventata il primo produttore europeo di profilattici in lattice sotto il marchio Durex.
Fino agli anni venti tutti i profilattici sono stati individualmente prodotti da lavoratori a contratto. Durante il decennio degli anni venti sono però stati fatti progressi sulla via dell'automazione della catena di montaggio dei profilattici. Fred Killian brevettò la prima linea completamente automatizzata nel 1930 e la installò nel suo stabilimento di produzione ad Akron (Ohio). Killian ha pagato 20 000 dollari per il suo sistema di trasporto, tanto quanto due milioni attuali. Le catene automatizzate riducevano drasticamente i prezzi dei profilattici.
I principali produttori hanno subito cominciato ad acquistare o ad affittare i sistemi di trasporto e gli stessi piccoli produttori vennero spinti in alto nei guadagni dalla crescita di domanda. Il profilattico in pelle, divenuto ora più costoso della sua varietà in lattice, diventò limitato ad un mercato di fascia alta di nicchia.

### Grande depressione
Nel 1927 gli alti funzionari medici delle forze armate statunitensi iniziarono a promuovere programmi di distribuzione del profilattico associati a programmi educativi rivolti ai membri dell'esercito e della United States Navy. Nel 1931 i profilattici avevano una distribuzione standard in tutti i corpi delle forze armate statunitensi. Questo fatto coincise con un ripido declino dei casi di malattie veneree tra i militari.
Solo una grande confessione religiosa ha modificato la sua posizione morale sui profilattici; nel 1930 la Chiesa anglicana permetteva e liberalizzava l'uso del controllo delle nascite da parte delle coppie sposate, L'anno seguente il "National Council of Churches" statunitense rilasciò una dichiarazione analoga. La Chiesa cattolica romana ha risposto invece emettendo l'enciclica intitolata Casti Connubii affermando la sua opposizione a tutti i contraccettivi, una posizione questa che non ha mai subito modifiche sostanziali.
Lo spermiogramma è stato eseguito per la prima volta nel corso degli anni trenta; i campioni venivano tipicamente raccolti attraverso la masturbazione, anche questa un'altra delle azioni a cui la Chiesa cattolica si è sempre opposta. Sempre negli anni trenta in Spagna è stato documentato, tramite una raccolta del seme, l'utilizzo del profilattico: i fori messi nel profilattico permettevano all'utente di raccogliere un campione senza violare i divieti di contraccezione e masturbazione.
Nel 1932 la pioniera dei diritti riproduttivi Margaret Sanger ha organizzato una spedizione di diaframmi da inviare dal Giappone ad un medico newyorkese partecipe delle sue campagne di sensibilizzazione. Quando la dogana americana ha fatto confiscare il pacchetto come "dispositivi contraccettivi illegali", Sanger lo aiutò a presentare una causa legale. Nel 1936 un tribunale federale di ricorsi ha dichiarato in "United States v. One Package of Japanese Pessaries" che il governo federale non poteva interferire con i medici che forniscono la contraccezione ai loro pazienti.
Entro il 1938 più di 300 cliniche di controllo delle nascite vennero aperte in territorio statunitense, fornendo in tal maniera la cura riproduttiva, compresi i profilattici, alle donne povere di tutto il paese. I programmi guidati dal chirurgo generale degli Stati Uniti Thoman Parran includevano una forte promozione dei profilattici. Questi programmi vennero accreditati essere la causa di un ripido calo delle malattie sessualmente trasmissibili nel corso dei primi anni quaranta.
Due dei pochi luoghi in cui i profilattici diventarono meno usati in questo periodo furono il regno d'Italia sotto il fascismo e la Germania nazista. A causa della preoccupazione del governo sul basso tasso di natalità, i contraccettivi sono stati considerati illegali in Italia alla fine degli anni venti. Anche se le vendite notevolmente limitate e altamente controllate come preventivi per le malattie veneree erano ancora permesse, si avviò presto un commercio nel mercato nero dei profilattici come contraccettivi.

In Germania le leggi fatte approvare nel 1933 prescrivevano che i profilattici potessero essere venduti solo avvolti in carta marrone chiaro ed esclusivamente nelle farmacie. Nonostante queste restrizioni quando iniziò la seconda guerra mondiale i tedeschi usavano annualmente 72 milioni di profilattici.

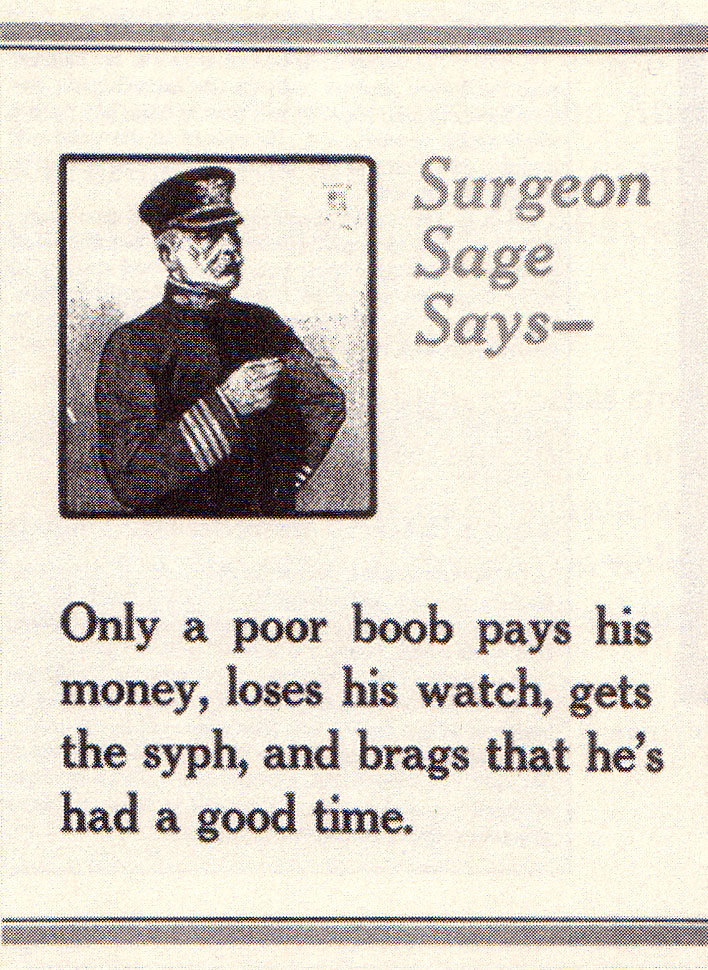
Poster militare statunitense che promuove l'astinenza.

L'eliminazione delle barriere morali e legali e l'introduzione di programmi informativi e educativi sui profilattici da parte del governo statunitense hanno aiutato l'incremento delle vendite dei contraccettivi. Tuttavia questi fattori da soli non vengono considerati sufficienti per spiegare l'industria del profilattico in forte espansione durante il periodo della Grande depressione. Nei soli Stati Uniti più di un milione e mezzo di profilattici sono stati utilizzati ogni giorno durante quegli anni, con una spesa di oltre 33 milioni di dollari all'anno (non aggiustati per l'inflazione).
Uno storico spiega queste statistiche nel modo seguente: "I preservativi erano più economici dei bambini". Durante la "Grande depressione" le marche di profilattico "Schmid" guadagnarono in popolarità; quell'azienda utilizzava ancora il metodo il produzione "cement-dipping". A differenza della varietà in lattice, questi profilattici potevano essere utilizzati in maniera sicura solo con l'aggiunta di lubrificanti a base di olio. Anche se erano meno confortevoli i profilattici di gomma in vecchio stile potevano anche essere riutilizzati e quindi erano maggiormente economici, una caratteristica apprezzata in tempi di difficoltà finanziarie.
Una maggiore attenzione è stata portata alle questioni relative alla qualità durante gli anni trenta. Nel corso del 1935 un biochimico ha testato più di 2000 profilattici, riempiendo ciascuno di essi prima con aria e poi con acqua; giunse così a scoprire che ben il 60% di essi era forato. L'industria del profilattico arrivò a stimare che solo il 25% dei loro prodotti era stato precedentemente testato per la prova di qualità prima dell'imballaggio.
L'attenzione dei media ha portato così la Food and Drug Administration (FDA) a classificare i profilattici come un "farmaco", questo nel 1937 e a richiedere pertanto che ogni singolo profilattico venisse testato prima di essere messo in commercio. La "Youngs Rubber Company" è stata la prima compagnia ad istituire test di qualità su ogni profilattico che avesse prodotto, installando apparecchiature di prova automatiche progettate all'uopo da Arthur Youngs (il fratello del proprietario) nel 1938.
La "Federal Food, Drug, and Cosmetic Act" ha pertanto autorizzato la FDA a sequestrare i prodotti difettosi; durante il primo mese in cui la legge ebbe effetto nel 1940 la FDA sequestrò 864.000 profilattici. Mentre queste azioni hanno permesso un miglioramento della qualità dei profilattici negli Stati Uniti, i produttori americani hanno continuato ad esportare i propri scarti vendendoli ai mercati esteri.

### Dalla seconda guerra mondiale al 1980
Durante la seconda guerra mondiale i profilattici non solo sono stati distribuiti a tutti i membri militari statunitensi, ma gli uomini arruolati sono stati anche soggetti a significative campagne di propaganda sulla contraccezione sotto forma di film, manifesti e conferenze. Un certo numero di slogan vennero coniati dall'esercito, con una pellicola filmica che esortava: "Don't forget — put it on before you put it in".
I soldati afroamericani, che servivano in unità separate erano meno esposti ai programmi di promozione del profilattico, avevano tassi più bassi di consumi di preservativi e tassi di malattie sessualmente trasmissibili molto più elevati. Le unità militari femminili, le "Women's Army Corps" erano ancora impegnate invece in programmi di astinenza.
Militari europei e asiatici su entrambi i fronti del conflitto distribuivano regolarmente i profilattici alle loro truppe durante la guerra, persino la Germania nazista che aveva bandito del tutto l'uso civile del profilattico nel 1941. Nonostante le carenze di gomma che si sono verificate nel corso di questo periodo, la produzione di profilattici non è mai stata limitata; in parte perché i profilattici erano prontamente disponibili; i soldati trovarono una serie di usi non sessuali dei dispositivi, molti dei quali continuano ad essere utilizzati fino ad oggi (ad esempio la copertura della bocca della canna del fucile per impedirne il fouling; l'impermeabilizzazione degli assemblaggi di cottura nelle operazioni subacquee; l'immagazzinamento di materiali corrosivi e inquinanti da parte delle agenzie paramilitari).
Le truppe statunitensi del dopoguerra hanno continuato a ricevere profilattici e materiali che promuovevano il loro uso; nonostante ciò i tassi di malattie veneree in questa popolazione ricominciarono a salire, raggiungendo i livelli massimi dalla prima guerra mondiale. Una delle spiegazioni possibili è data dal fatto che i nuovi trattamenti con la penicillina hanno portato i soldati a considerare la sifilide e la gonorrea meno seriamente.
Un simile atteggiamento casuale nei confronti delle malattie veneree è apparso anche nella popolazione statunitense generale. Uno storico afferma che i profilattici "erano quasi obsoleti come profilassi fino ai primi anni sessanta". Nel 1947 le forze armate americane stavano promuovendo nuovamente l'astinenza come l'unico metodo di controllo delle malattie per i suoi membri, una politica questa che continuò anche per la guerra nel Vietnam.
Ma le vendite del profilattico continuavano a crescere. Dal 1955 al 1965 il 42% degli americani in età riproduttiva si basava sui profilattici per il controllo delle nascite. In Gran Bretagna dal 1950 al 1960 il 60% delle coppie sposate usava i profilattici. Per i più economicamente dipendenti i profilattici "cement-dipped" continuarono ad essere disponibili a lungo anche dopo la guerra.
Nel 1957 l'azienda Durex ha introdotto il primo condom lubrificato al mondo. A partire dagli anni sessanta i giapponesi hanno utilizzato più profilattici pro capite rispetto a qualsiasi altra nazione del mondo. La pillola anticoncezionale è diventata presto il metodo più diffuso al mondo di controllo delle nascite negli anni successivi al suo debutto nel 1960, ma il profilattico è rimasto fortemente ancorato al secondo posto.
Un sondaggio svolto tra le donne britanniche negli anni compresi tra il 1966 e il 1970 ha scoperto che il profilattico era il metodo di controllo delle nascite più popolare tra le donne single. Nuovi produttori sono apparsi in Unione Sovietica, che non aveva mai limitato le vendite di profilattici. La United States Agency for International Development ha spinto l'uso dei profilattici nei paesi in via di sviluppo per aiutare a risolvere "le crisi della popolazione mondiale": nel 1970 centinaia di milioni di profilattici venivano utilizzati ogni anno solo in India.

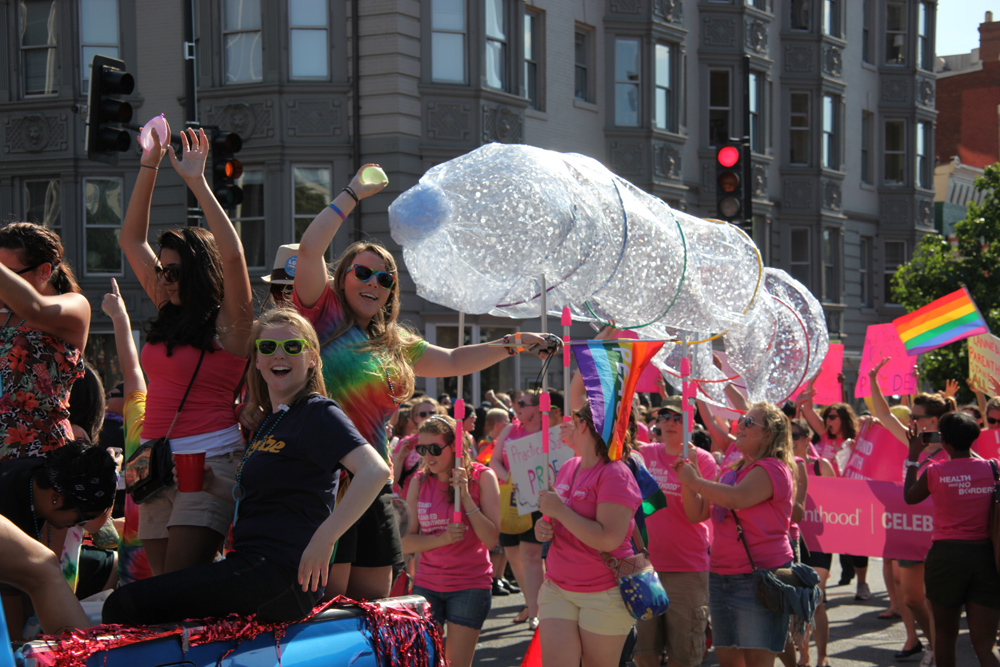
Corteo della Planned Parenthood al Gay Pride 2012 (Washington).

Negli anni sessanta e settanta le norme di qualità si sono strette e contemporaneamente sono state eliminate le barriere legali all'uso del profilattico. Nel 1965 il caso della Corte suprema degli Stati Uniti d'America "Griswold v. Connecticut" colpì una delle rimanenti "leggi Comstock", il divieto di contraccezione in Connecticut e nel Massachusetts.
La Francia ha abrogato le sue leggi contro il controllo delle nascite nel 1967; legislazioni simili presenti in Italia sono state dichiarate incostituzionali nel 1971. L'imprenditrice Beate Uhse in Germania ha fondato un'attività di controllo delle nascite e ha combattuto una serie di battaglie legali che hanno contribuito alla promozione delle sue campagne di prevenzione. In Irlanda, per la prima volta nel 1978, sono state autorizzate le vendite legali dei profilattici (solo per persone di età superiore ai 18 anni e solo in cliniche e farmacie). Tutte le restrizioni sulle vendite di profilattici irlandesi sono state revocate nel 1993.
La pubblicità era un aspetto che continuava ad avere restrizioni legali. Alla fine degli anni cinquanta la "National Association of Broadcasters" statunitense vietava la pubblicità dei profilattici nei canali della televisione nazionale; questa politica rimase in vigore fino al 1979, quando il Dipartimento di Giustizia degli Stati Uniti d'America ne ribaltò la sentenza in tribunale.
Negli Stati Uniti gli annunci pubblicitari per i profilattici erano per lo più limitati alle riviste rivolte ad un pubblico maschile come Penthouse. Il primo annuncio televisivo, sulla stazione californiana "KNTV", è stato trasmesso nel 1975, ma è stato rapidamente ritirato dopo aver attirato l'attenzione nazionale. In oltre trenta stati statunitensi la pubblicità fatta ai preservativi come dispositivi per il controllo delle nascite rimane a tutt'oggi illegale.

### Dopo la scoperta dell'AIDS

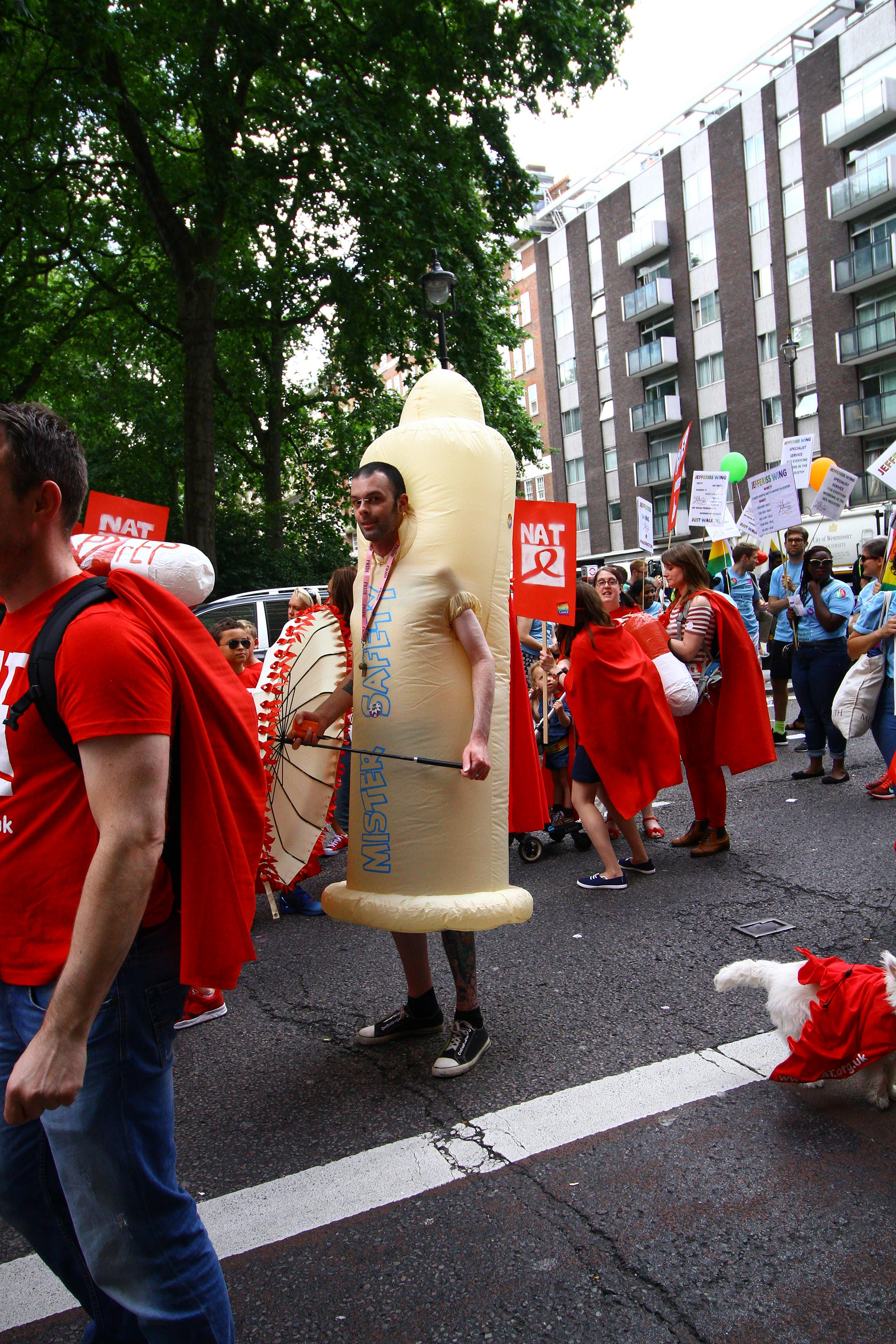
Un "condom-man" al Pride londinese del 2015.

La prima storia riguardante un malato di AIDS (Sindrome da immunodeficienza acquisita) è stata pubblicata il 3 luglio 1981 sul New York Times; l'anno seguente è stato suggerito per la prima volta che la malattia fosse trasmissibile sessualmente. In risposta a questi risultati e per combattere la diffusione del virus il chirurgo americano militare C. Everett Koop ha sostenuto programmi di promozione del profilattico.
Tuttavia il presidente degli Stati Uniti d'America Ronald Reagan ebbe a preferire un approccio che si concentrasse solo sui programmi di astinenza; alcuni avversari dei programmi informativi sul profilattico affermarono che l'AIDS era una malattia degli omosessuali e dei tossicodipendenti e che stavano solo ottenendo quello che si meritavano. Nel 1990 il senatore della Carolina del Nord Jesse Helms ha sostenuto che il modo migliore per combattere l'AIDS sarebbe stato quello di far rispettare le allora vigenti leggi sulla sodomia negli Stati Uniti d'America.

Nonostante ciò le campagne pubblicitarie principali sono state immesse presto nella stampa, promuovendo i profilattici come un modo per difendersi dall'AIDS. "Youngs Rubber" ha spedito opuscoli educativi alle famiglie americane, anche se il servizio postale li ha costretti ad andare in tribunale per farlo, citando una sezione del "Titolo 39" che "vieta la distribuzione di pubblicità non richiesta per i contraccettivi". Nel 1983 la Corte Suprema ha dichiarato che le azioni del servizio postale hanno violato la clausola libera del I emendamento della Costituzione degli Stati Uniti d'America.

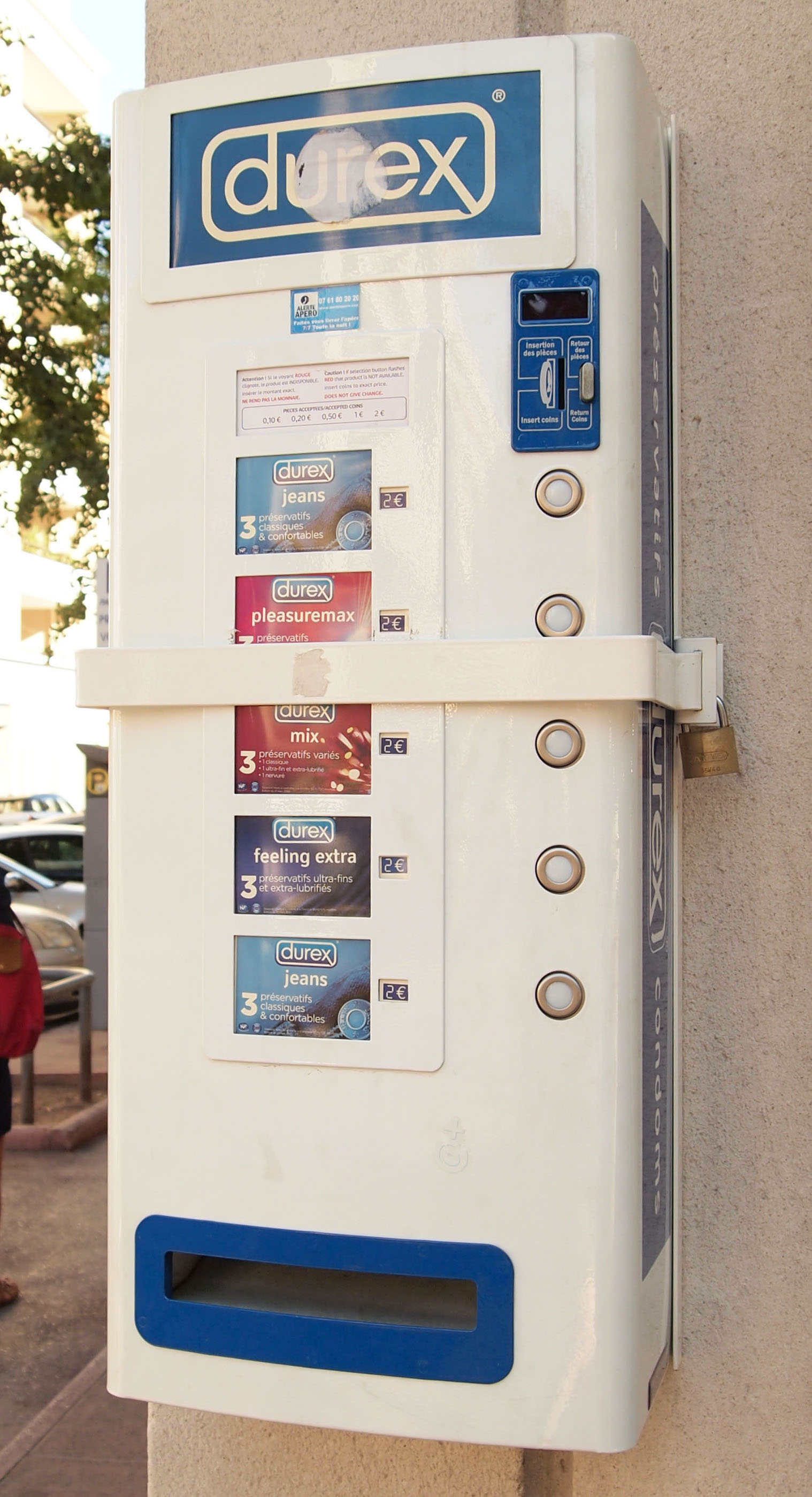
Distributore automatico di profilattici.

A partire dal 1985 e fino al 1987 le campagne nazionali di promozione del profilattico si sono svolte soprattutto negli Stati Uniti e in Europa. Nel corso decennale della campagna svizzera l'uso del profilattico è aumentato dell'80%. L'anno seguente cominciò la campagna britannica col risultato che le vendite dei profilattici sono aumentate del 20%; nella Gran Bretagna del 1988 i profilattici erano la scelta più diffusa per le coppie sposate, per la prima volta dall'introduzione della pillola anticoncezionale.
La prima commercializzazione del condom sulla televisione americana è stato trasmesso durante un episodio di Ma che ti passa per la testa? il 17 novembre 1991. Negli Stati Uniti nel corso degli anni novanta i profilattici si trovavano al terzo posto nella popolarità tra le coppie sposate e al secondo posto tra le donne single.
I profilattici iniziarono ad essere venduti in una più ampia varietà di punti vendita tra cui supermercati e grandi magazzini come Walmart; in questo contesto di vendite più aperte l'eufemismo britannico "un piccino per il fine settimana" cadde in disuso. Nel giugno del 1991 il primo negozio di condom americano. "Condomania", è stato aperto a Bleecker Street a New York; "Condomania" è stato il primo negozio di questo genere in America del Nord dedicato esclusivamente alla vendita e alla promozione di profilattici in un'atmosfera allegra, elegante e divertente. "Condomania" è stato anche uno dei primi rivenditori ad offrire profilattici online quando ha lanciato il suo sito web nel dicembre del 1995.
Le vendite del profilattico sono aumentate ogni anno fino al 1994, quando l'attenzione posta dai mezzi di comunicazione di massa nei confronti della pandemia di AIDS ha cominciato a diminuire. In risposta i produttori hanno cambiato il tono dei loro annunci si sono modificati passando dal pauroso all'umoristico. Nuovi sviluppi continuano a verificarsi nel mercato dei profilattici, con il primo marchio "Avanti" in condensati di poliuretano e prodotto dalla Durex a partire dagli anni novanta. Durex è stato anche il primo marchio di condom ad avere un proprio personale sito web, lanciato nel 1997.
L'uso mondiale del profilattico dovrebbe continuare a crescere; uno studio prevede che le nazioni in via di sviluppo avrebbero avuto bisogno di 18,6 miliardi di profilattici nel 2015. Per l'industria del profilattico sembra che non vi sia in vista la fine del boom economico.

## Etimologia e altri termini
Le teorie etimologiche nei riguardi della parola condom sono abbondanti. All'inizio del XVIII secolo l'invenzione e il nome del preservativo furono attribuiti ad un socio del re Carlo II d'Inghilterra; questa spiegazione persistette per diversi secoli. Tuttavia, il "Dr. Condom" o "Earl of Condom" descritto in queste storie non è mai stato dimostrato, inoltre i preservativi erano stati usati per più di cento anni prima che il re Carlo II salisse al trono.
Sono state proposte diverse etimologie latine, tra cui condon (ricettacolo), condamina (abitazione) e cumdum (fodero o custodia). Si è anche ipotizzato possa essere la parola italiana per "guantone", derivata da guanto. William E. Kruck scrisse un articolo nel 1981 concludendo che "per quanto riguarda la parola condom ho bisogno solo di dichiarare che la sua origine rimane completamente sconosciuta e così finisce questa ricerca di un'etimologia". I dizionari moderni possono anche elencare l'etimologia come "sconosciuta".
Altri termini sono comunemente usati per indicare il condom: in italiano "profilattico" deriva da profilassi, mentre "preservativo" da preservare: nell'America del Nord si usa la parola "gomme"; in Gran Bretagna possono essere chiamati "French letters". Inoltre i profilattici possono essere chiamati usando il nome del produttore. Il termine offensivo "scumbag" era originariamente una parola slang per indicare il profilattico.

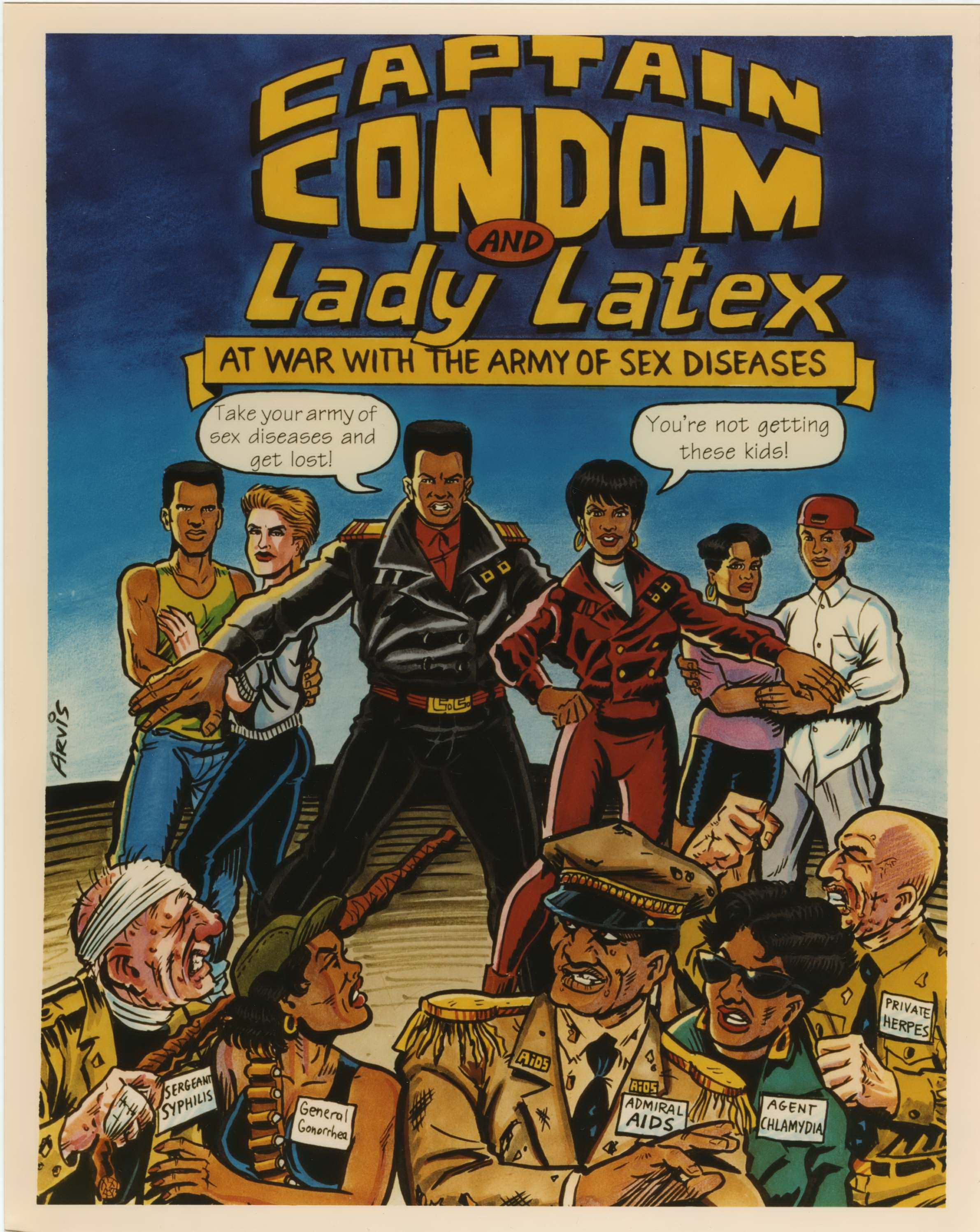
Poster per la campagna di salute dell'United States Army (1991): la guerra di Capitan Condom e Lady lattice contro le malattie sessualmente trasmissibili.